# گمینا ربنو (استان وارمی-ماسوری)
گمینا ربنو (استان وارمی-ماسوری) (به لهستانی:  Gmina Rybno) یک گمینا در لهستان است که در شهرستان جاودووو واقع شده‌است. گمینا ربنو ۱۴۷٫۴۶ کیلومتر مربع مساحت و ۷٬۳۸۴ نفر جمعیت دارد.